# Мачтовый подъёмник

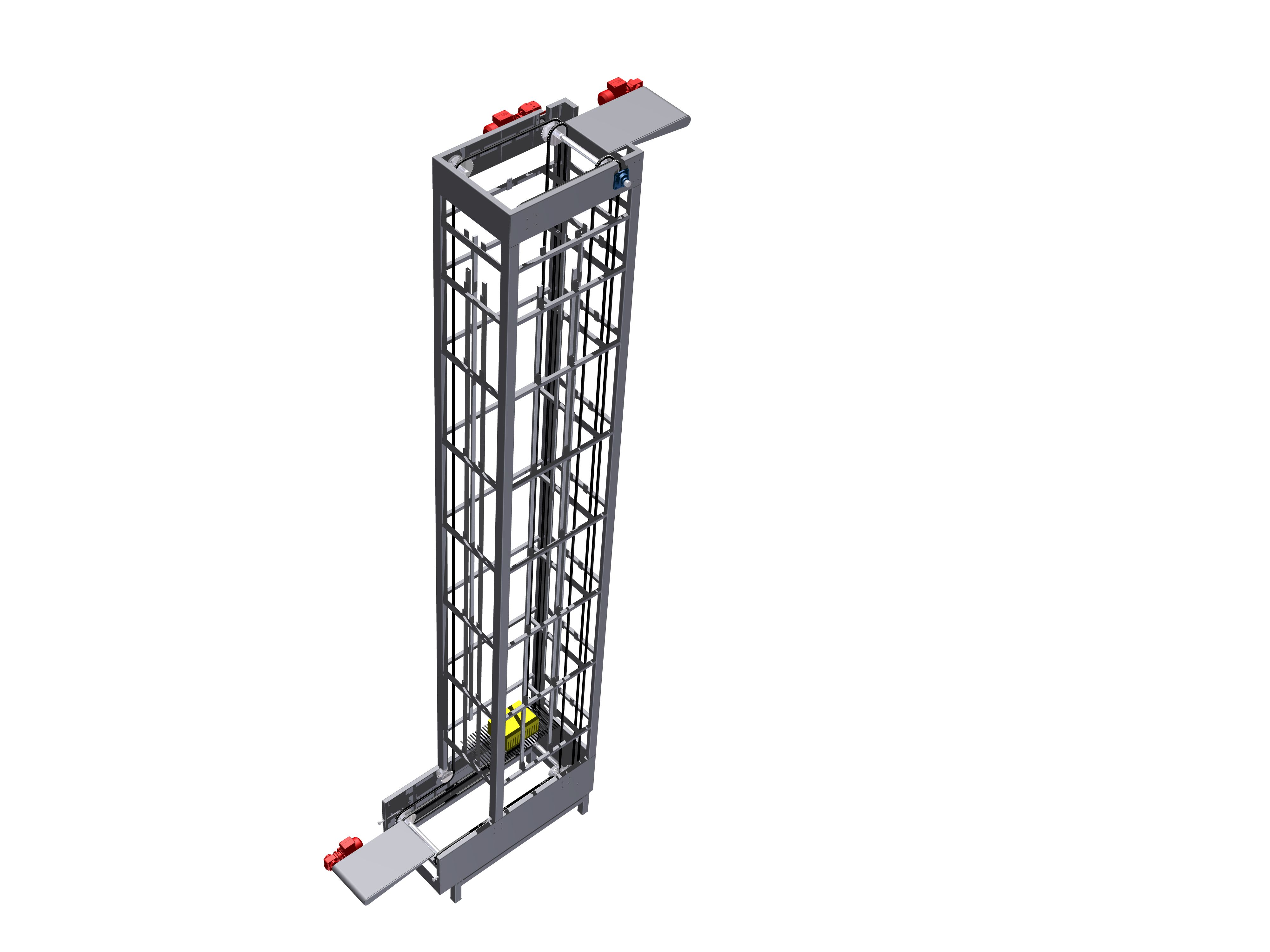
Схема подъёмника.

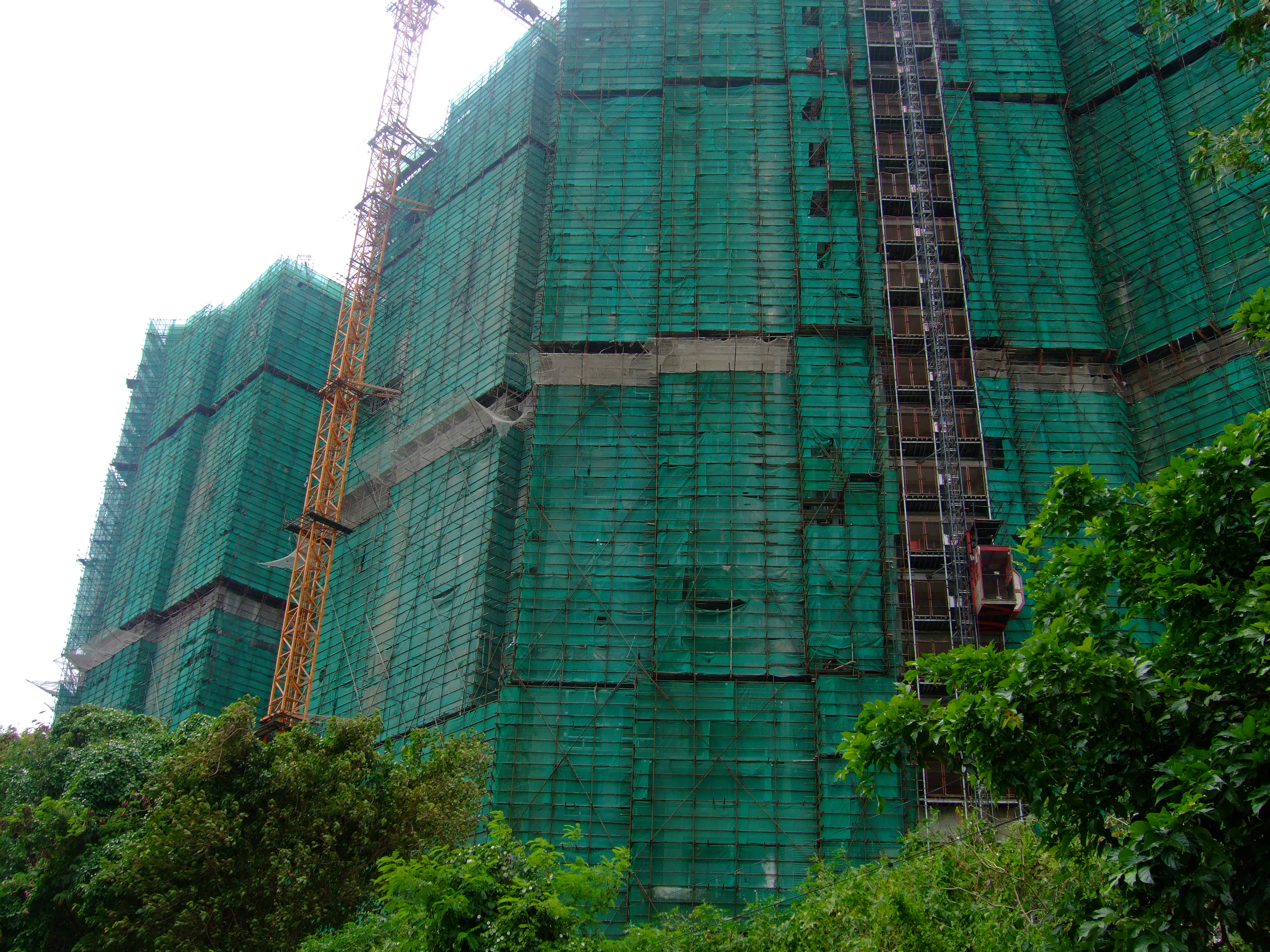
Башенный кран и одномачтовый подъёмник

Ма́чтовый подъёмник — грузоподъёмная машина, предназначенная для подъёма грузов или людей на высоту, подачи строительных материалов, проведения отделочных, либо монтажных работ вдоль фасада зданий. По принципу действия относится к классу машин цикличного действия. Также называется стоечным подъёмником.

## История
Первое упоминание об этого рода устройствах встречается в записях, датируемых X веком. Аналоги современных мачтовых подъёмников использовались на древних рудниках — в том числе и для того, чтобы исключить побеги каторжников. Древние подъёмники оснащались, в отличие от современных электрических, ручным приводом.

## Описание
Главный элемент мачтового подъёмника  – металлическая жёсткая ферма-мачта треугольного, либо прямоугольного сечения, служащая направляющей при движении вдоль неё грузовой платформы. Мачта может быть как самонесущей, так и закреплённой на стене здания при помощи специальных кронштейнов и телескопических тяг.
Мачта подъёмника собирается на этапе монтажа из нескольких секций, которые скрепляются при помощи болтов. По мере увеличения высоты здания, мачту подъёмника наращивают при помощи промежуточных секций.
В качестве механизма подъёма в мачтовых подъёмниках применяются канатные полиспастные системы.

## Классификация

### Назначение
В зависимости от поднимаемых грузов различают подъёмники: 
- грузовые;
- грузопассажирские.

### Конструкция
В зависимости от конструкции и характеристик подъёмника, выделяют три основных вида: одно-, двух- и трёхмачтовые подъёмники.

### Тип грузонесущего органа
- Грузопассажирские мачтовые подъёмники оборудуются кабинами[2].
- В качестве грузонесущих органов грузовых подъёмников могут выступать:

1. Грузовые платформы: выкатные, монорельсовые с каретками[2].
2. Скипы. В таком случае подъёмник называется скиповым[1].

### Способ установки
- Свободностоящие. Высота не превышает 9-12м. Выпускаются переставными, либо в передвижном исполнении — по рельсовому пути[2].
- Приставные стационарные. Крепление к зданию производится при помощи телескопических тяг. Высота 75-100м[2].

## Конструкция

### Одномачтовый подъёмник

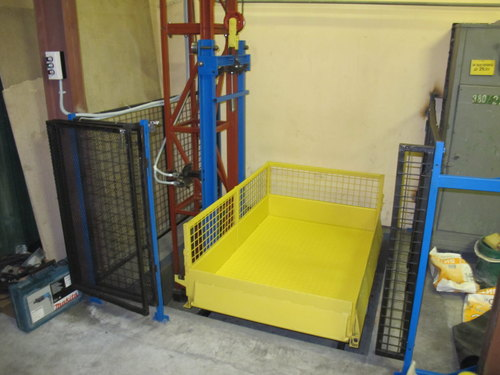
Монтаж одномачтового грузового подъемника внутри здания с откидными бортами с обустройством его приямком и ограждением.

Для перемещения груза весом до 1т используется наиболее простой вид мачтовых подъёмников — одномачтовый. Как следует из названия, данный тип подъёмника имеет одну мачту-ферму, собранную из секций, каждая длиной от 1м до 2м. Компактность одномачтового подъёмника позволяет монтировать его в самых ограниченных по площади местах. У Телескопического одномачтового - грузоподъёмность до 125кг. 

### Двухмачтовый подъёмник
Двухстоечный (двухмачтовый) подъёмник может крепиться как внутри здания, так и на его фасаде. Стойки-фермы подъёмника собраны из секций длиной 1-2 метра. Подъёмник может оборудоваться выкатной платформой, кабиной с распашными дверями и прочими атрибутами. Подъёмный механизм, как и в других видах мачтовых подъёмников, расположен вверху, либо на основании ферм-мачт. У Телескопического двухчтовогомачтового - грузоподъёмность до 200кг.

### Трехмачтовый подъёмник
Подъёмник, имеющий три мачты, состоящие из секций 1-2 м длиной. Подъёмник может крепиться как на фасаде здания (в месте расположения несущих перекрытий), так и внутри помещения. Трехмачтовый подъёмник оснащен двумя грузовыми платформами, каждая из которых имеет свой собственный механизм подъёма.
Две независимые платформы трехмачтового подъёмника позволяют вести погрузочно-разгрузочные работы практически непрерывно. Такой подъёмник вполне заменяет собой два двухмачтовых подъёмника, но позволяет сэкономить площадь, поскольку для размещения одного трехмачтового подъёмника её требуется меньше, нежели для размещения двух двухмачтовых подъёмников.
Независимо от типа, любой мачтовый подъёмник оборудуется автоматическим тормозом, концевыми выключателями, ограничителем грузоподъёмности, защитными ограждениями платформы и ограничителем выкатки платформы.

## Применение

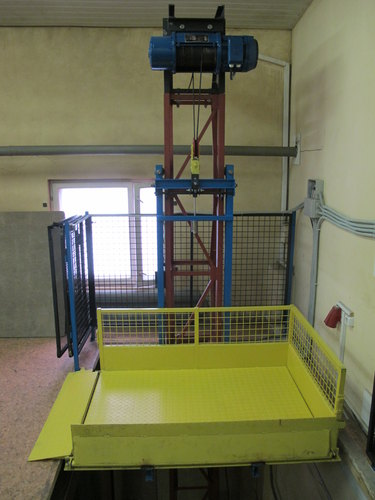
Монтаж одномачтового грузового подъемника внутри здания.

Мачтовые подъёмники применяются, прежде всего, в строительной сфере, и предназначены для транспортировки груза на высоту до полусотни метров. Без мачтовых подъёмников невозможно проведение многих видов общестроительных, отделочных, ремонтных и строительно-монтажных работ. Помимо строительной, мачтовые подъёмники используются в иных производственных сферах, где есть потребность в вертикальном перемещении грузов.
Кроме того, мачтовые подъёмники востребованы в сфере обслуживания. В частности, на сегодняшний день многие супермаркеты, гипермаркеты, станции технического обслуживания, производственные склады и проч. имеют своим неотъемлемым атрибутом мачтовые подъёмники различных типов.

## Безопасность
Для обеспечения безопасности подъёмники оснащаются автоматическим тормозом, концевыми выключателями, ограничителем грузоподъемности, защитными ограждениями платформы и ограничителем выкатки платформы. Подъёмники оборудуются ловителями, необходимыми в случае аварии – обрыва троса.

## Монтаж и демонтаж
Монтаж подъёмников, в зависимости от вида и конструкции, производят: способом поворота, подращиванием снизу или наращиванием сверху - при помощи монтажных механизмов.